# Rock Against Communism
Rock Against Communism (mais conhecido como RAC, em português significa Rock Contra o Comunismo) é um movimento musical que contêm letras de ideologia política que, apesar de seu nome confrontar-se diretamente ao comunismo, suas músicas muitas vezes não são focadas no mesmo.

## História
O Rock Against Communism nasceu no Reino Unido entre o final dos anos 70 e início dos anos 80, como uma resposta da National Front ao Rock Against Racism da Anti-Nazi League.
Os eventos do Rock Against Communism iniciaram-se entre 1982 e 1983, como um braço da National Front para propaganda do partido entre a juventude britânica. Liderados por bandas como: Skrewdriver, Brutal Attack, No Remorse, The Ovaltinees, Sudden Impact e Skullhead, eram organizados no White Noise Club, sendo as gravações lançadas pela White Noise Records.
Por volta de 1986, em razão da falta de apoio, tentativas de censura e corrupção por parte da National Front e White Noise, quase todas as bandas se afastam do White Noise Club.
Em 1987, Ian Stuart (líder da banda Skrewdriver) com um grupo de ativistas, cria a Blood and Honour, uma organização musical e o zine Skinhead, para apoiar em sua totalidade as bandas e o movimento nacional-socialista, dando um novo rumo ao Rock Against Communism.

## Propaganda política e música
O que enquadra uma banda como RAC é o conteúdo das letras, pois esse rótulo foi criado para identificar bandas que divulgavam a ideologia white power. Musicalmente, é compreendido em estilos semelhantes ao streetpunk/oi!, punk rock, hardcore punk, metal, southern rock, rock and roll, entre outros gêneros musicais.
O conteúdo das letras do Rock Against Communism dependendo da banda, expressa assuntos como neonazismo, racialismo, racismo, nacionalismo, revisionismo histórico e temas contra o sionismo, contos e lendas da mitologia européia, paganismo, fatos históricos (geralmente de batalhas e guerras), heroísmo e violência da cena skinhead white power, ganguismo, camaradagem e lealdade entre os skinheads. Quem as aprecia, são indivíduos com princípios do Nacional Socialismo e do Fascismo. No Brasil, há também princípios do Integralismo inseridos.

## Vertentes
Segundo seus integrantes europeus, o Rock Against Communism não é um movimento propriamente dito, por não ser porta-voz ou tentáculo de uma doutrina política específica, organização, partido ou grupo circunscrito de bandas e ativistas.
As vertentes surgiram do fato da forte pressão por parte dos governos de alguns países europeus contra grupos e indivíduos que propagam ideologias de extremo-autoritarismo e/ou preconceituosas, o que fez com que indivíduos de algumas bandas se rotularem anticomunistas, além de patriotas ou nacionalistas, terem ideais próximos da terceira posição, mas não serem abertamente adeptos de pensamentos racistas (nazi-white power) ou de certas ideologias políticas. Justificadas também pelo crescimento do número de bandas com integrantes de diferentes raças e etnias.
Apesar das variações ideológicas, alguns de seus integrantes dizem que o Rock Against Communism é um conjunto de diversos grupos musicais que se estreitam num objetivo comum, que é o combate internacional ao comunismo.

## Principais Bandas por Vertente

### Bandas White Power
| - Ancestors - Angry Aryans - Banda Moskvi - Blue Eyed Devils - Bound for Glory - Celtic Warrior - Final War - Fortress - H.K.L. - Honor - Intimidation One | - Kolovrat - Konkwista 88 - Kraftschlag - Landser/Lunikoff Verschwörung - Legion 88 - Max Resist - Mistreat - Nordic Thunder - No Remorse - Nüremberg - Oidoxie - Pluton Svea - Sleipnir - Sturmwehr | - Prussian Blue - Radikahl - Skrewdriver - Sniper - Spreegeschwader/Spirit of 88 - Squadron - Stahlgewitter/Saccara - Störkraft - Svastika - Weiße Wölfe - White Diamond Death - Zurzir - Brigada NS - Stuka |

### Bandas RAC/NACIONALIST/Oi!
Bandas com letras sem a temática white power. Algumas bandas a seguir tem relação com grupos white power, mas não se rotulam ou colocam radicalmente essa temática em suas letras. Essa postura é comum em algumas bandas européias, devido a forte pressão por parte dos governos de alguns países europeus contra grupos e indivíduos que propagam ideologias xenofóbicas. Outras se declaram anticomunistas e totalmente contra o white power.
| - Confronto 72 - Barking Dogs - Best Defense - Better Dead than Red - Endovelico - Classe Oi!perária | - Endstufe - Guarda de Ferro - Hais & Fiers - Histeria Oi! - Kill Baby, Kill! - LusitanOi! | - Kommando Skin - Les Vilains - Oeil pour Oeil - Youth Defense League - Mão De Ferro - Bandeira De Combate |